# Psychotria umbellata
Psychotria umbellata är en måreväxtart som beskrevs av Peter Thonning. Psychotria umbellata ingår i släktet Psychotria och familjen måreväxter. Inga underarter finns listade i Catalogue of Life.